# Women Film Critics Circle
La Women Film Critics Circle (WFCC) è un'associazione di 75 critiche cinematografiche e studiose di cinema, che praticano a livello nazionale o internazionale e che sono coinvolte nella stampa, nella radio, nella televisione e nei media online.

## Storia
Venne fondata nel 2004 negli Stati Uniti con l'obiettivo che anche le voci femminili nella critica cinematografica venissero riconosciute pienamente.

## Premi
Il Women Film Critics Circle Awards viene assegnato ogni anno dal 2004.